# Tarenna mollis
Tarenna mollis är en måreväxtart som först beskrevs av Nathaniel Wallich och Joseph Dalton Hooker, och fick sitt nu gällande namn av Benjamin Lincoln Robinson. Tarenna mollis ingår i släktet Tarenna och familjen måreväxter. Inga underarter finns listade i Catalogue of Life.